# Spinal stenos
Spinal stenos är en sjukdom i ryggraden som orsakas av otillräckligt utrymme för nervrötter i spinalkanalen. Typiskt upplevs smärta i skinkor och i ena eller båda benen. Ofta förekommer även ryggsmärta, men inte alltid. De flesta med spinal stenos är över 50 år, och sjukdomen blir vanligare med högre ålder. Det är oklart hur vanlig denna sjukdom är. Den uppstår oftast till följd av degenerativa förändringar, omvandling som medför försämrad funktion, i diskar, facettleder och ligamentum flavum.
Spinal stenos förekommer även i halsryggen. Sjukdomen är mer allvarlig där då tryck på ryggmärgen kan uppstå och ge myelopati. Prevalensen för myelopati i sig själv uppskattas till cirka 600 på 1 000 000 invånare, men i detta räknas även andra sjukdomar som inte har med spinal stenos att göra. Incidensen uppskattas till minst 41 på 1 000 000 invånare. Vårdkontakter relaterade till myelopati har uppskattats till 4,04 per 100 000 personer och år.
Degenerativ spondylos i halsryggen är den dominerande orsaken till ryggmärgskompression i halsryggen där osteofyter, fasettledshypertrofi, diskbuktningar, och hypertrofi (förstoring) av ligamentum flavum. tillsammans försnävar ryggradskanalen och komprimerar ryggmärgen. Medfödd smal ryggradskanal kan vara en faktor som ökar risken. Även i nacken kan förträngningar i rotkanal medföra smärta ut i en arm.

## Symtom
Spinal stenos i ländrygg förekommer grovt indelat i två varianter: central spinal stenos och lateral recess stenos.
Vid lateral recess stenos påverkas avgående nervrot och utstrålande smärta i ben uppstår, ischias. Besvären förvärras vid gående och stånde, blir bättre vid sittande, framåtböjning och liggande.
Central stenos ger oftast besvär i båda benen, men besvären kan upplevas värre i det ena. Men ibland upplevs bara smärta i nedre delen av ländryggen och ner över skinkorna. Vid gång kan trötthetskänsla, dålig styrsel av benen, diffus svårlokaliserad smärta liknande claudicatio och domningar upplevas.
Typiskt förvärras symtomen av gående och stående och förbättras då ryggraden böjs framåt, i sittande och liggande. Ofta förekommer blandbilder.

### Spinal stenos halsrygg

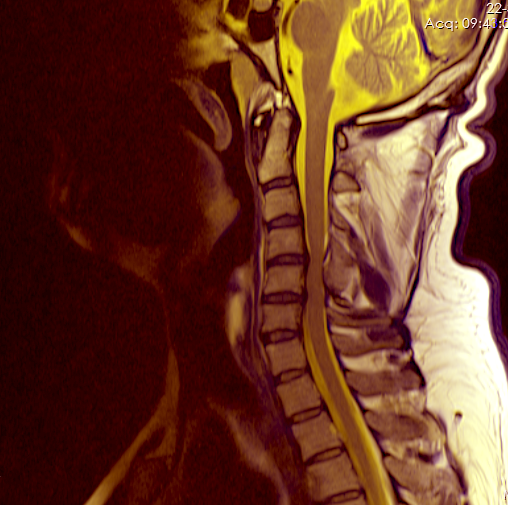
Försnävning av ryggmärgskanal i halsrygg (MR).

Vid förekomst av myelopati är tidiga symtom ofta mycket svåra att fånga upp. Omkring 75% av patienterna beskriver nedsatt finmotorik i händer och nedsatt balans. Fumlighet kan upplevas exempelvis vid knäppande av skjortknappar eller skrivande. Nacksmärta förekommer inte alltid, om den gör det är den inte relaterad till ryggmärgskompressionen. Blås- och tarmfunktion kan påverkas, men förekommer senare i förloppet.
Lhermittes tecken, där rörelse av halsryggen framkallar elstötsliknande radierande smärta i ryggen och extremiteterna, föreligger sällan, men är ett specifikt symtom för ryggmärgskompression.
Känselnedsättning kan vara både ensidig och dubbelsidig, följer inte någon specifik dermatomutbredning.
Nervrötter kan också påverkas av förträngningar i rotkanalen. Då kan symtom som smärta, stickningar och domningar, och nedsatt känsel som följer ett dermatom ut i armen uppstå. Rotkanalen är formad som en tratt och är snävast precis i början av utträdet från ryggmärgen, nervroten är vid denna plats som tjockast vilket bildar ett bra fundament för inklämning här. Nervrot C6 och C7 påverkas oftast.  Vanligaste orsaken till förträngning är att en osteofyt (utväxt knöl på ben) trycker på nerv.
Diagnos fastställs genom magnetkameraundersökning.

## Prognos

### Lumbal spinal stenos
Naturalförloppet är bristfälligt studerat, men majoriteten av patienterna förefaller ha oförändrade besvär i många år. Endast en mindre del drabbas av påtaglig försämring. En andel kan förbättras

### Cervikal spinal stenos
Symtomdebuten är i regel långsam och sker oftast mellan 50 och 70 års ålder. Mer akut insättande myelopati är beskriven i samband med hyperextensionsvåld mot nacken exempelvis fall på pannan eller påkörning bakifrån med bil. Eller till och med efter manipulationsbehandling.

## Behandling

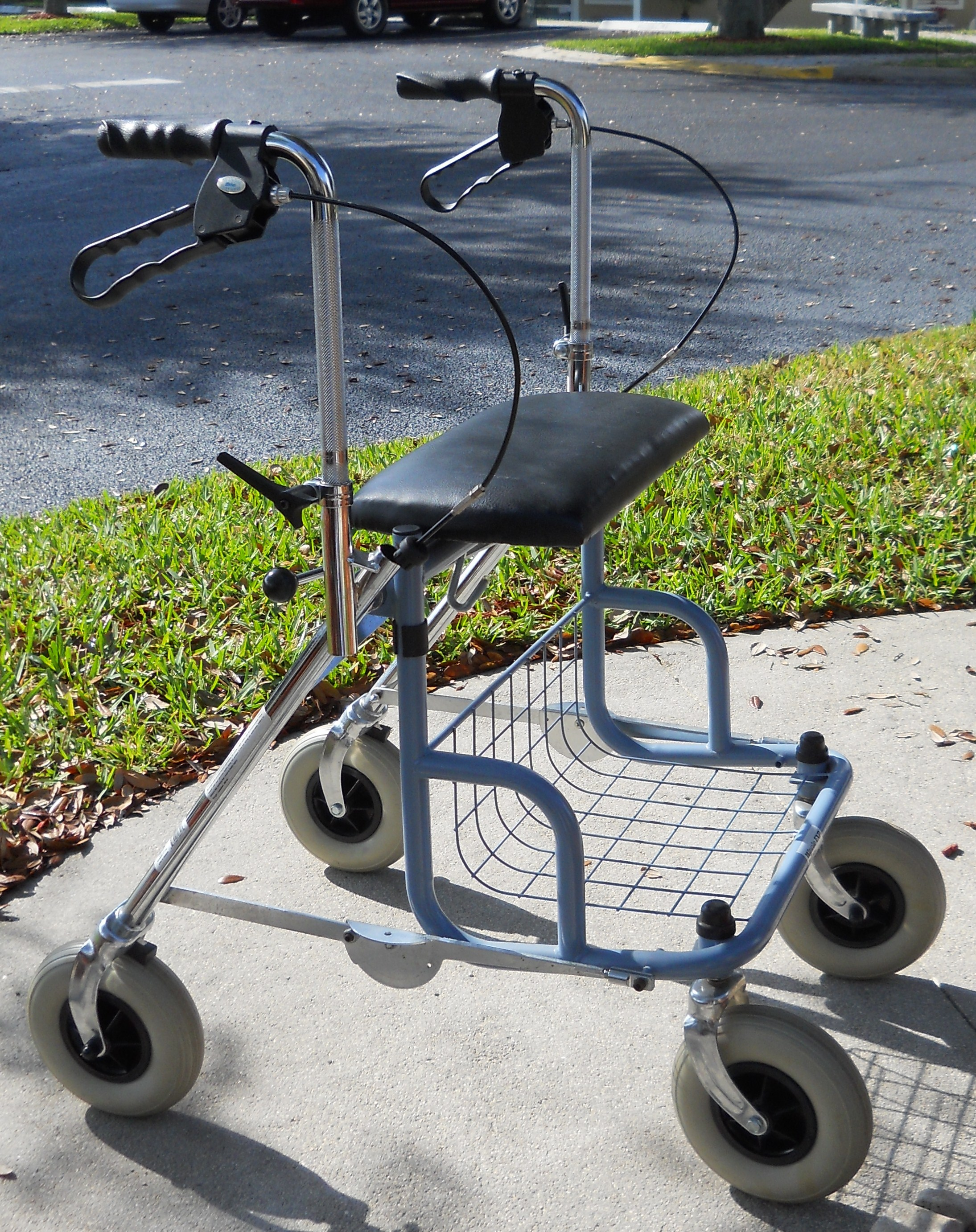
Rollator

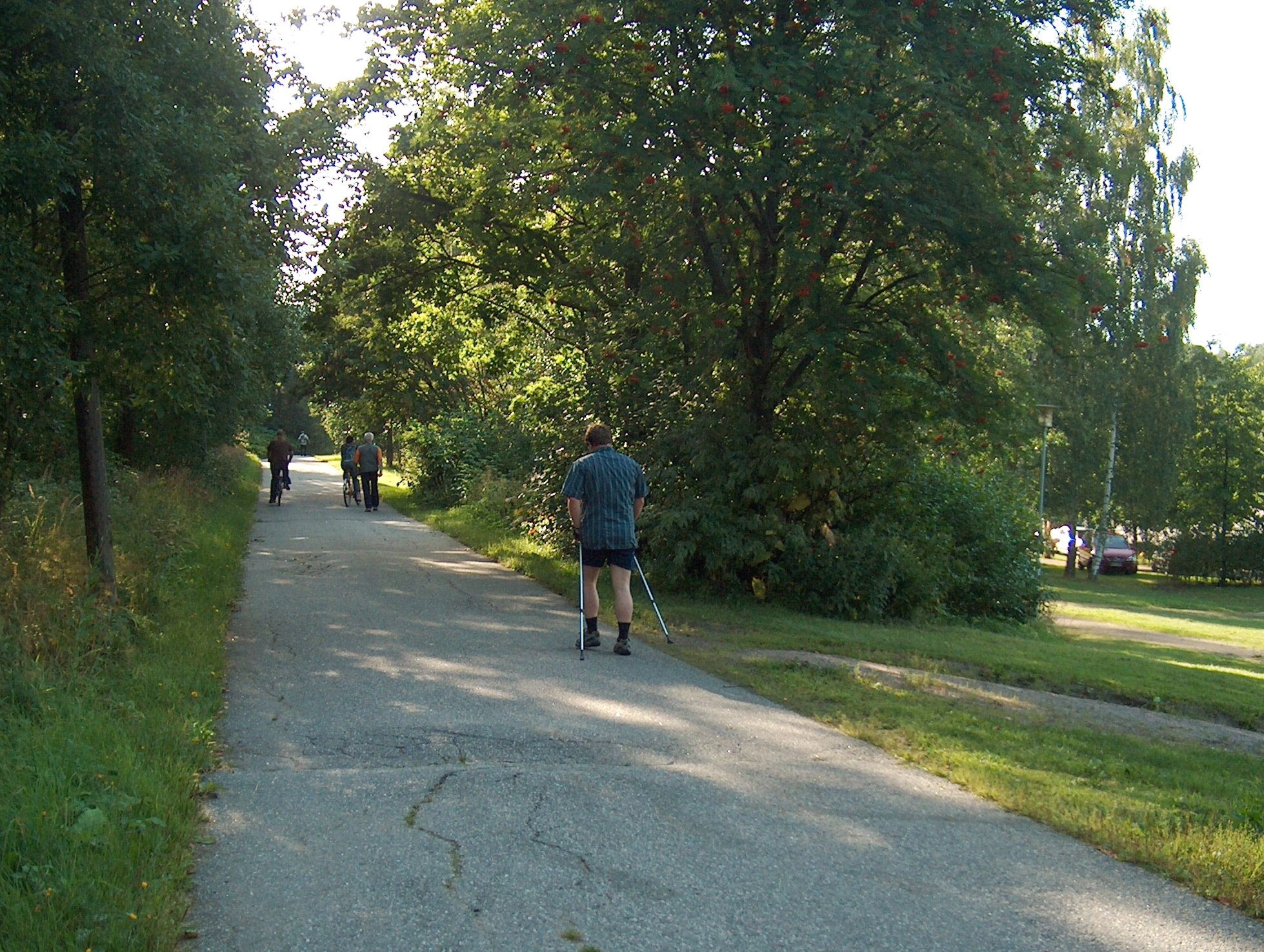
Stavgång

### Spinal stenos ländrygg
Det saknas icke-operativa åtgärder som har effekt på grundsjukdomen. Oftast får den drabbade försöka anpassa sina aktiviteter. Exempel cykla i stället för att gå långt. Vid cykling böjs ryggen framåt vilket medför att ökad plats uppstår i ryggmärgskanalen. En rollator kan på samma sätt möjliggöra gång med lätt framåtböjd rygg och på så sätt avlasta samt erbjuda möjlighet att sitta när så behövs, en del upplever avlastning av att gå med stavar. Observationer har presenterats där cykelträning hos sjukgymnast medfört att hälften av deltagarna i en studerad grupp på kirurgisk klinik, ansåg sig så pass förbättrade att de tackade nej till operation. Resultaten får dock tolkas med försiktighet då kontrollgrupp och randomisering saknades.
Smärtlindring med gabapentin, pregabalin, NSAID och paracetamol kan provas.

### Kirurgi
Mycket begränsad gångsträcka på grund av smärta i ena eller båda benen är den vanligaste indikationen för kirurgi. Ju svårare besvär desto större chans att patienten skall förbättras av kirurgi. Cochrane ansåg dock 2016 att det saknades evidens för operativa insatser, de kunde av det skälet inte ta ställning till om kirurgi var bättre än icke-kirurgiska åtgärder. De noterade också att biverkningar förekom i 10-24% av fallen vid kirurgisk behandling och i 0% av den icke-kirurgiska behandlingen.

### Spinal stenos i halsrygg
Operation är förstahandsval vid förekomst av komprimering av ryggmärg. Kirurgin syftar till att minska trycket på ryggmärgen. Vid lindrig påverkan på ryggmärg utan funktionell påverkan kan man prova avvakta operation. Utvecklingen av neurologisk påverkan måste dock följas noga då den ofta är irreversibel. Åsikterna går isär om huruvida operation förhindrar ytterligare neurologisk påverkan.